# Susan Grace Galassi
Susan Grace Galassi (nascuda el 1949) és curator senior de la Frick Collection. Va rebre el seu Ph.D. l'any 1991 per l'Institut de Belles Arts de la Universitat de Nova York, i va començar la seva carrera a la Frick Collection. Ha organitzat nombroses exposicions. Va ser co-curator amb Jonathan Brown de El Greco: Themes and Variations (2001), Goya's Last Works (2006), i The Spanish Manner: Drawings from Ribera to Goya (2010-11). És especialista en l'art dels segles xix i xx i ha escrit sobre les versions que Pablo Picasso va fer d'obres clàssiques.